# Abbandono (religione)
L'abbandono, inteso come adesione incondizionata di sé stessi ad un destino o un disegno di portata più ampia rispetto alla propria capacità di discernimento, è, nell'ascetica e nella mistica, la disposizione dell'anima per cui essa si dona completamente a Dio, accettando senza preoccupazioni il corso degli eventi. L'abbandono, strettamente connesso con la fede, costituisce uno degli aspetti fondanti di molte religioni e forme di spiritualità.

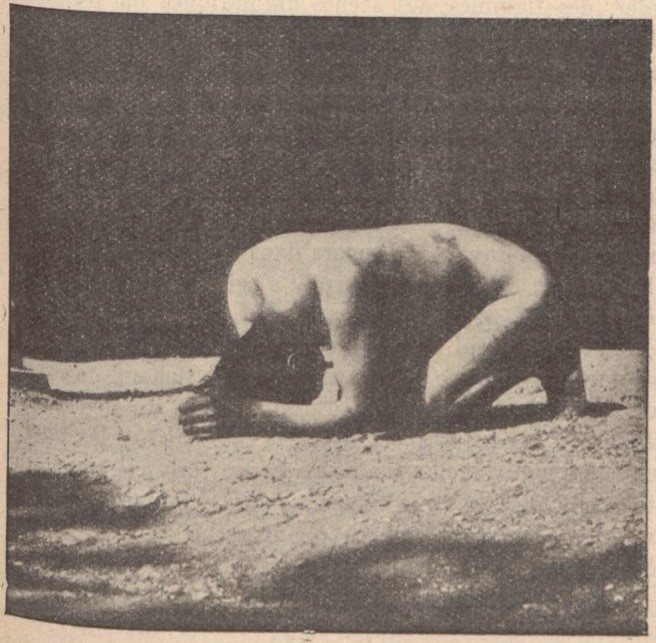
Stato di prostrazione estrema (stereotipo dello psichiatra Emmanuel Régis, 1914)

## Cattolicesimo
Oggetto sono in particolare le disposizioni nascoste della divina volontà, per cui l'abbandono si distingue dall'obbedienza, che è la conformità ai segni manifesti alla volontà di Dio. È considerato dai maestri di vita spirituale come la sintesi di tutte le virtù teologali e cardinali, la "virtù delle virtù".
Esso è descritto come la prima tappa del modo perfetto di avvicinarsi a Dio tramite la contemplazione, di cui esso è il preludio. 
Esso implica la purificazione passiva attraverso cui si passa accettando le prove e le sofferenze permesse da Dio per recare le anime a Sé.
Implica anche la desolazione che opprime l'anima quando abbandona ciò che tiene caro disordinatamente nelle creature, l'abbandono delle consolazioni naturali al fine di cercare Dio e la perdita per una volta della consapevolezza di forti ed ardenti impulsi di virtù quali la fede, la speranza e la carità; ed infine aridità o mancanza di fervida devozione nella preghiera ed in altre azioni spirituali.
Secondo qualcuno, l'abbandono equivale alla “notte oscura” descritta da san Giovanni della Croce, o al buio delle anime in purgatorio, senza luce, tra molti dubbi, rischi e pericoli.
È inoltre sbagliato esprimere una condizione dell'anima quieta, che esclude non solo ogni sforzo personale, ma persino i desideri e dispone di accettare il male con il motivo fatalistico che non può essere aiutato.
Il gesuita Jean-Pierre de Caussade fu autore di un testo al proposito, L'abbandono alla Provvidenza divina.
L'abbandono nel senso della teologia negativa della mistica renano-fiamminga ha influenzato il pensiero di Martin Heidegger al punto che nel 1959 il filosofo tedesco vi ha intitolato una conferenza, in tedesco Gelassenheit.